# Bletchley Park
Bletchley Park, também conhecido como Station X, é uma antiga instalação militar secreta localizada em Bletchley (perto de Milton Keynes, Buckinghamshire, na Inglaterra, a mais ou menos 80 km ao norte de Londres), onde funcionou a Government Code and Cypher School (GC&CS), na qual se realizaram os trabalhos de decifração de códigos alemães durante a Segunda Guerra Mundial, sendo o mais conhecido a decifração da Lorenz e da Enigma.  De acordo com o historiador oficial da inteligência britânica, a "ultra" inteligência  produzida em Bletchley reduziu a guerra de quatro para dois anos e que, sem ela, o resultado da guerra teria sido incerto. 
O local recebeu o nome da mansão vitoriana, que é o seu edifício principal.
Em Bletchley Park o matemático inglês Alan Turing desenvolveu a sua atividade de criptoanalista. Alan Turing desenvolveu o computador conhecido como bombe. Tudo isso foi retratado no filme "O Jogo da Imitação" (The Imitation Game), de 2014.
Atualmente o local é um museu e recebe milhares de visitantes todos os anos.

## História do espaço
O Bletchley Park fica em frente à estação ferroviária de Bletchley. Localizado a 50 milhas (80 km) a noroeste de Londres, o espaço aparece no Domesday Book, registro de um grande levantamento da Inglaterra finalizado em 1086, similar ao senso feito pelo governo atualmente, como parte do Manor of Eaton. Browne Willis construiu uma mansão lá em 1711, mas depois que Thomas Harrison comprou a propriedade em 1793, a propriedade foi derrubada. O nome Bletchley Park veio depois da compra por Samuel Lipscomb Seckham, em 1877. O terreno de 581 acres (235 ha) foi comprado em 1883 por Sir Herbert Samuel Leon, que expandiu o espaço.
Em 1938, a mansão e boa parte do local foram comprados por uma construtora que planejava fazer uma propriedade residencial, e, em maio do mesmo ano, o almirante Sir Hugh Sinclair, chefe do Serviço de Inteligência Secreta britânico (SIS ou MI6), comprou a casa e 58 acres (23 ha) de terra pela quantia de £ 6.000, para uso do GC&CS (Government Code and Cypher School) e SIS em caso de guerra, o que aconteceu no ano seguinte. Ele usou seu próprio dinheiro após o governo afirmar que não tinha o recurso financeiro.
Uma vantagem importante vista por Sinclair e seus colegas foi a centralidade geográfica de Bletchley. Era quase totalmente adjacente à rota ferroviária de Bletchley, onde a linha ferroviária que ligava Oxford e Cambridge - cujas universidades deveriam fornecer muitas pessoas capacitadas para decodificar sinais -  se cruzava com a principal linha ferroviária da West Coast que liga Londres, Birmingham, Manchester, Liverpool, Glasgow e Edimburgo. Watling Street, a estrada principal que liga Londres ao noroeste (agora chamada de A5) também ficava nos arredores, e havia infraestrutura de comunicação de alto volume disponível na estação telegráfica e de telefonia na vizinhança (Fenny Stratford). Além disso, acreditava-se que Bletchley era uma cidade com menor probabilidade de ser bombeada.
Durante o apogeu da Segunda Guerra Mundial, aproximadamente 10 mil pessoas trabalhavam em Bletchley Park, sendo que 75% delas eram mulheres, muitas delas vindas de famílias de classe média e com formação nas áreas de matemática, física, engenharia e línguas. Em setembro de 2017, no dia do aniversário de 78 anos que a Inglaterra declarou guerra à Alemanha, muitos desses trabalhadores (a maior parte com mais de 90 anos) se reencontrou no local. Um fato curioso é que nem todos que estavam em Bletchley sabiam que estavam decodificando códigos dos nazistas. Já os que tinham conhecimento sobre o que estava acontecendo, não podiam falar sobre seu trabalho ali. Durante muitos anos foi mantido em segredo todo o trabalho realizado em Bletchley Park, por isso somente em 2009 o governo reconheceu oficialmente as contribuições feitas pelas pessoas que passaram pelo local.
Em novembro de 1940 o espaço sofreu seus únicos danos durante a guerra. Nessa ocasião três bombas atingiram o local, prejudicando a cabana 4 (Hut 4), que logo foi recolocada de volta no lugar. Acredita-se que essas bombas deveriam ter caído sobre a estação de trem Bletchley.
O Bletchley Park era conhecido como "B.P." pelas pessoas que trabalhavam lá. "Estação X" (X = número romano dez), "London Signals Intelligence Center" e “Government Communications Headquarters" eram nomes secretos usados durante a guerra.
Mesmo considerado um projeto ultra-secreto e todos os funcionários tendo sido avisados de que não deveriam conversar sobre o que ocorria ali em nenhum lugar, algumas informações de dentro de Bletchley Park acabaram sendo vazadas. Segundo Jock Colville, assistente de Winston Churchill, Lord Camrose, dono de um jornal, havia obtida informações secretas. Mas o caso mais famoso foi do espião John Cairncross, que trabalhava para os soviéticos e forneceu informações ultra-secretas para o governo soviético.

## Corpo de funcionários
Alguns nomes importantes participaram do Bletchley Park. O Comandante Alastair Denniston foi chefe operacional da GC & CS de 1919 a 1942, começando pela formação do Admiralty's Room 40 (NID25) e do MI1b do War Office . Os principais criptanalistas GC & CS que se mudaram de Londres para o Parque Bletchley incluíram John Tiltman, Dillwyn "Dilly" Knox, Josh Cooper e Nigel de Gray. Essas pessoas tinham vários contextos - os linguistas e os campeões de xadrez eram comuns, a papirologia do caso de Knox também. O British War Office recrutou os principais solucionadores críticos de palavras cruzadas, pois esses indivíduos tinham fortes habilidades de pensamento lateral. 
No dia em que a Grã-Bretanha declarou a guerra à Alemanha, Denniston escreveu ao Ministério das Relações Exteriores sobre o recrutamento de "homens do tipo professor".  As redes pessoais conduziram recrutamentos iniciais, particularmente de homens das universidades de Cambridge e Oxford. Mulheres de confiança foram recrutadas de forma semelhante para empregos administrativos e clericais.  Em um estratagema de recrutamento de 1941, o Daily Telegraph foi convidado a organizar uma competição de palavras cruzadas, depois que os concorrentes promissores foram abordados discretamente com o que seria "um tipo particular de trabalho como contribuição para o esforço de guerra". 
Denniston reconheceu, no entanto, que o uso inimigo de máquinas de cifra eletromecânicas significava que os matemáticos formalmente treinados também seriam necessários;  Peter Twinn de Oxford juntou-se à GC & CS em fevereiro de 1939;  Alan Turing de Cambridge  e Gordon Welchman  começaram a treinar em 1938 e informaram a Bletchley no dia seguinte à declaração da guerra, juntamente com John Jeffreys. Criptanalistas recrutados posteriormente incluíram os matemáticos Derek Taunt,   Jack Good, Bill Tutte,  e Max Newman; o historiador Harry Hinsley e os campeões de xadrez, Hugh Alexander e Stuart Milner-Barry.  Joan Clarke (eventualmente, vice-chefe da Hut 8) foi uma das poucas mulheres empregadas em Bletchley como um criptanalista de pleno direito.  
Esta equipe eclética de "Boffins and Debs" (cientistas e debutantes, mulheres jovens da alta sociedade)  levou o GC & CS  a ser apelidado caprichosamente a "Golf, Cheese and Chess Society".  Durante uma visita de aumento de moral de setembro de 1941, Winston Churchill teria comentado a Denniston: "Eu disse para você não deixar pedra nenhuma para obter pessoal, mas eu não tinha ideia de que você me levaria tão literalmente."  Seis semanas depois, não  não tendo conseguido pessoal suficiente e pessoal não qualificado para alcançar a produtividade que era possível, Turing, Welchman, Alexander e Milner-Barry escreveram diretamente para Churchill. Sua resposta foi "Ajam deste dia, certifique-se de que eles têm tudo o que eles querem em extrema prioridade e me informem que isso foi feito". 
Após o treinamento inicial na Inter-Service Special Intelligence School criada por John Tiltman (inicialmente em um depósito RAF em Buckingham e mais tarde em Bedford - onde era conhecido localmente como "Escola Spy") funcionários trabalhavam seis dias semana, girando através de três turnos: 4 da tarde à meia-noite, à meia-noite às 8h (a mudança mais desgostosa) e das 8 da manhã às 4 da noite, cada uma com uma refeição de meia hora. No final da terceira semana, um trabalhador partiu às 8 da manhã e voltou às 4 da tarde, colocando dezesseis horas no último dia. As horas irregulares afetaram a saúde e a vida social dos trabalhadores, bem como as rotinas das casas nas proximidades em que a maioria dos funcionários foram alojados. O trabalho era tedioso e exigia concentração intensa. A equipe recebeu uma semana de férias quatro vezes por ano, mas algumas "meninas" entraram em colapso e exigiam um descanso prolongado. Um pequeno número de homens (por exemplo, peritos do Post Office em código Morse ou alemães) trabalharam a tempo parcial.
Em janeiro de 1945, no auge dos esforços de redução de código, cerca de 10 mil funcionários estavam trabalhando em Bletchley e suas subestações.   Cerca de três quartos destas  eram mulheres. Muitas mulheres vieram de origens de classe média  e possuíam diplomas nas áreas da matemática, física e engenharia; elas receberam entrada nos programas STEM devido à falta de homens, que foram enviados para a guerra. Elas realizaram cálculos complexos e codificação e, portanto, eram parte integrante dos processos de computação.  Por exemplo, a Eleanor Ireland trabalhou nos computadores Colossus.
A equipe feminina na seção de Dilwyn Knox às vezes era chamada "Dilly's Fillies".  As "garotas de Dilly" incluíam Jean Perrin, Clare Harding, Rachel Ronald e Elisabeth Granger. Jane Hughes processou informações levando à última batalha do Bismarck. Mavis Lever (que se casou com o matemático e com o código de código Keith Batey) fez a primeira quebra no tráfego naval italiano. Ela e Margaret Rock resolveram um código alemão  , a quebra da Abwehr.  Seu trabalho alcançou o reconhecimento oficial apenas em 2009. 
Muitas das mulheres tinham formação em línguas, particularmente franceses e alemães. Rozanne Colchester foi uma tradutora que trabalhou em Bletchley de abril de 1942 até janeiro de 1945, principalmente para a seção de forças aéreas italianas.  Como a maioria das "Bletchleyettes", ela veio da classe média mais alta, seu pai, o vice-marechal  Sir Charles Medhurst. Antes de ingressar em Bletchley, Colchester estava se movendo em círculos altos: "ela conheceu Hitler e foi convocada por Mussolini em uma festa da embaixada", escreve Sarah Rainey. Ela se juntou ao Parque porque achou emocionante lutar por seu país. 
Cicely Mayhew foi recrutada diretamente da universidade, tendo se formado na Lady Margaret Hall, Oxford em 1944 com um diploma em francês e alemão, após apenas dois anos. Ela trabalhou na Hut 8, traduzindo sinais da Marinha alemã decodificados. 
Ruth Briggs, estudiosa alemã, trabalhou na Seção Naval e foi conhecida como uma das melhores criptógrafas;  casou-se com Oliver Churchill da SOE 

## Sigilo
Adequadamente utilizada, as cifras alemãs de Enigma e Lorenz deveriam ter sido praticamente inquebráveis, mas as falhas em procedimentos criptográficos alemães e a má disciplina entre o pessoal que os realizava criaram vulnerabilidades que tornaram os ataques de Bletchley dificilmente viáveis. Essas vulnerabilidades, no entanto, poderiam ter sido corrigidas por melhorias relativamente simples nos procedimentos do inimigo,  e essas mudanças certamente teriam sido implementadas, se a Alemanha tivesse alguma sugestão do sucesso de Bletchley. Assim, a inteligência produzida por Bletchley foi considerada o "Ultra secreto" da Grã-Bretanha - maior ainda do que a classificação mais alta, mais secreta  - e a segurança era primordial.
Todos os funcionários assinaram o Official Secrets Act (1939) e um aviso de segurança de 1942 enfatizou a importância do critério mesmo dentro da própria Bletchley: "Não fale nas refeições. Não fale no transporte. Não fale em viagem. Não fale no tarugo . Não fale por sua própria fieira. Tenha cuidado mesmo em sua cabana ... " 
No entanto, houve vazamentos de segurança. Jock Colville, Secretário Privado Assistente de Winston Churchill, registrou em seu diário em 31 de julho de 1941, que o proprietário do jornal Lord Camrose descobriu o Ultra e que a segurança goteia "aumentar em número e seriedade", era o que achava necessário.  Sem dúvida, o mais sério era o fato do Parque Bletchley ter sido infiltrado por John Cairncross, a famosa toupeira soviética e membro do Cambridge Spy Ring, que vazou o material Ultra para Moscou. 

## Edifícios

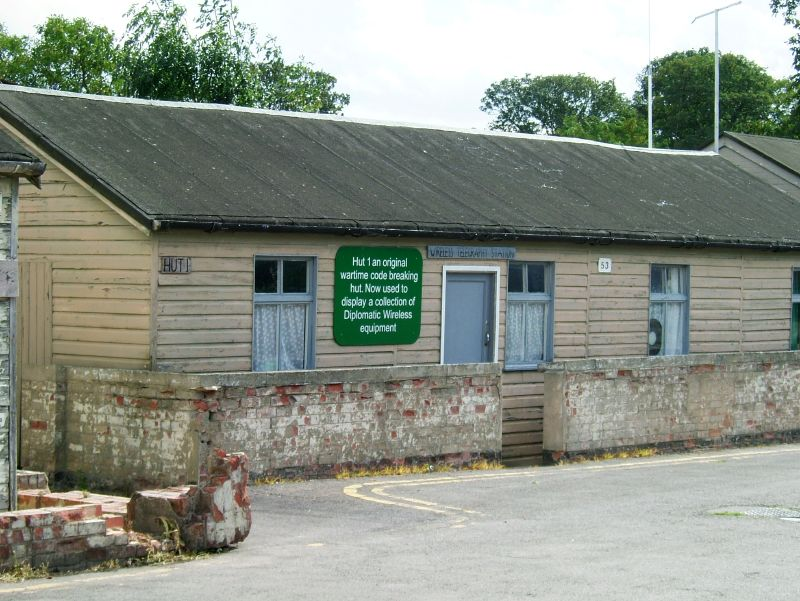
Cabana 1, a primeira a ser construída.

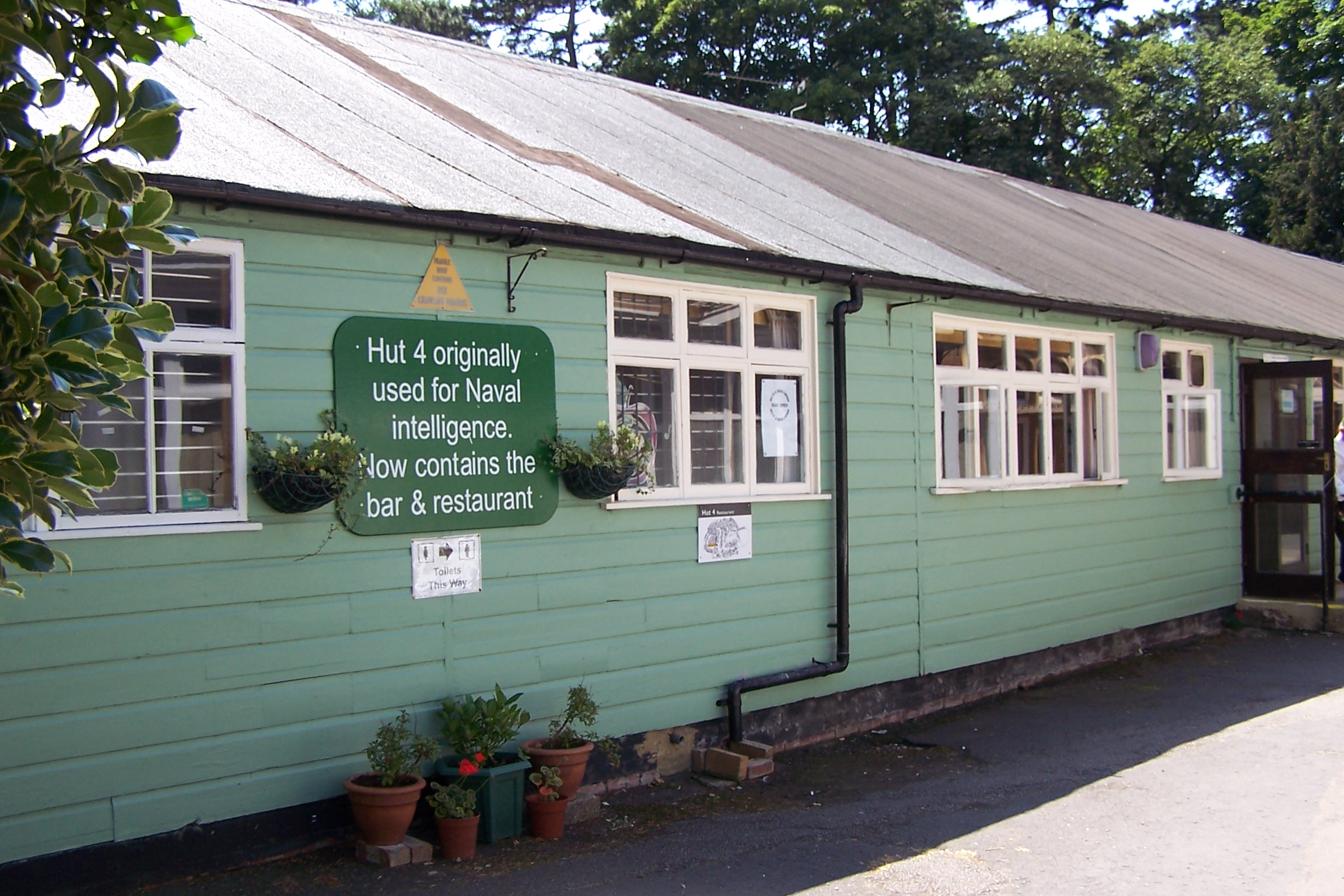
Cabana 4, adjacente à mansão, usada durante a guerra para espionagem naval. Hoje é o restaurante e bar do museu.

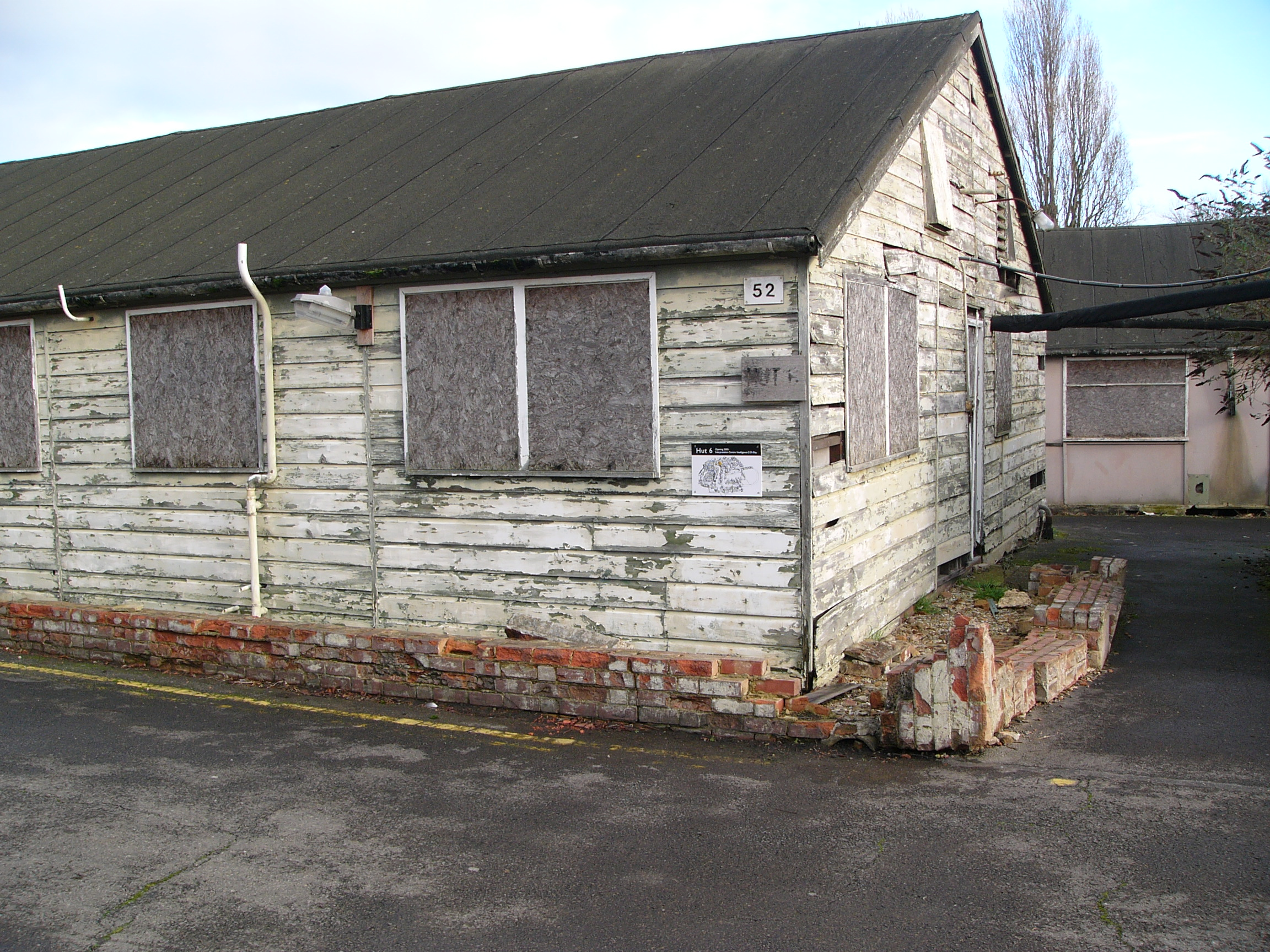
Cabana 6.

Cada edifício de madeira (hut = cabana) é designado por um número.  As cabanas principais e as respectivas atividades nelas desenvolvidas são:
- Hut 1 — a primeira cabana, construída em 1939[44]
- Hut 2: Cabana de descanso.[5]
- Hut 3: Inteligência: tradução e análise do Exército e da Força Aérea.[45]
- Hut 4: Inteligência Naval: análise da Enigma Naval e da Hagelin.[46]
- Hut 5: Inteligência Militar, incluindo criptogramas italianos, espanhóis e portugueses e códigos da polícia alemã.[47]
- Hut 6: Análise criptográfica da Enigma do Exército e da Força Aérea.[48]
- Hut 7: Análise criptográfica dos códigos da inteligência e da Marinha japonesa.[49][50]
- Hut 8: Análise criptográfica da Enigma da Marinha.[51]
- Hut 9: Seção da Inteligência Oliver Strachey (ISOS).
- Hut 10: Códigos do Serviço de Inteligência Secreta (SIS ou MI6) e seção meteorológica.[52]
- Hut 11: Prédio Bombe.[53]
- Hut 14: Centro de comunicações.[54]
- Hut 15: Inteligência de Sinais e Análise de Tráfego (SIXTA).
- Hut 16: Serviço de Inteligência Knox (ISK) para criptograma Abwehr.
- Hut 18: Seção da Inteligência Oliver Strachey (ISOS).
- Hut 20: Inicialmente usado para guardar o departamento de engenharia. Depois de fevereiro de 1943 o Hut 3 foi renomeado para Hut 23.